# Morris Marina
|  | For Austins 1100/1300-serie, der i Danmark i 1960’erne og 1970’erne blev solgt som Morris Marina, se BMC ADO16 |
Morris Marina var en baghjulstrukket, stor mellemklassebil bygget af Morris Motor Company fra 1971 til 1980.
Modellen afløste Morris Oxford og fandtes som 2- og 4-dørs sedan og som 5-dørs stationcar.
De fleste af motorerne var stødstangsmotorer med fire cylindre. Benzinmotorer på 1,3 og 1,8 liter med effekt fra 60 til 94 hk. Derudover fandtes der en dieselmotor på 1,5 liter med 40 hk og en benzinmotor på 1,7 liter med overliggende knastaksel og 78 hk. 
Modellen fik i 1980 et kraftigt facelift og blev samtidig omdøbt til Morris Ital.
Importør i Danmark var DOMI.